# クバント1
クバント1（ロシア語：Квант-1、ラテン文字表記の例：Kvant 1）(37KE) は、1987年にソビエト連邦によって打ち上げられた宇宙ステーション・ミールのモジュール。コアモジュールに続く2番目のモジュールで、ステーションの姿勢制御能力を強化した他、科学実験室としての役割も果たした。
なお、クバントとはロシア語で量子を意味する。

## 設計
クバント1の目的は、ステーション全体の姿勢制御能力を強化し、科学的観測・実験の場を提供することだった。円筒形の本体を持ち、後部ドッキングポートを埋めてしまわないように前後2箇所にドッキング装置が設けられた。
クバントの内部には2つの与圧された作業スペースと1つの非与圧の実験スペースがあった。観測装置としてX線望遠鏡、紫外線望遠鏡、広角カメラ、高エネルギーX線実験装置、X線・ガンマ線検出器を装備し、活動銀河やクエーサー、中性子星の観測を行った。他には電気泳動実験ユニット、酸素発生装置「エレクトロン」や二酸化炭素除去装置などから構成される生命維持装置、ジャイロ効果を利用する姿勢制御装置「ジャイロダイン」6基、コアモジュールに取り付けるための太陽電池パネルを載せていた。この太陽電池パネルは、1987年6月に取り付けられた。
クバント1は推進装置を持たなかったため、地球周回軌道に打ち上げられた後は、TKS宇宙船のFGBモジュールを元に設計された推進モジュールFunctional Service Module (FSM)で宇宙ステーションまで運ばれた。FSMは推進システムと電力システムを装備し、クバント1本体をステーションに送り届けた後に分離・投棄される設計だった。

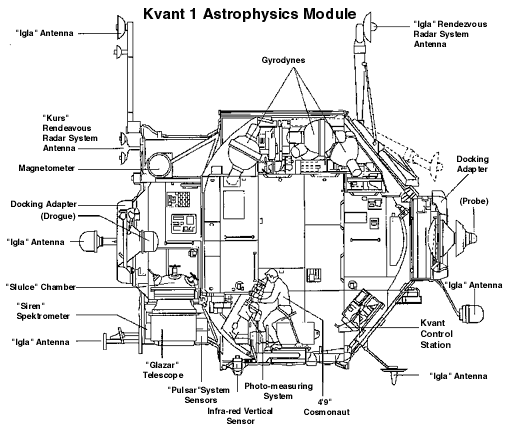
クバント1の内部。
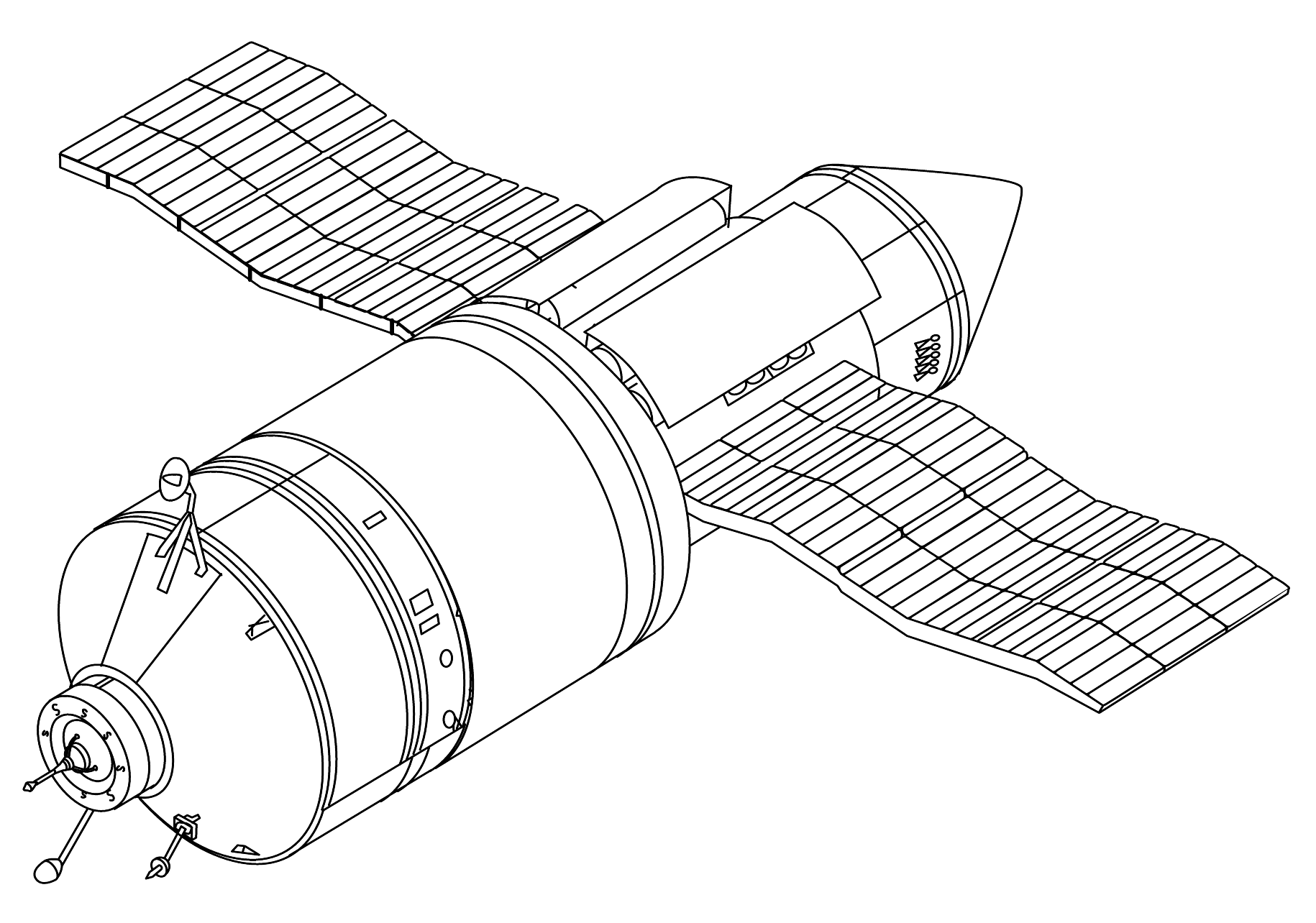
推進モジュールFSMと結合した状態のクバント1。

## 打上げとドッキング
クバント1は、1987年3月30日にプロトンロケットによってバイコヌール宇宙基地から打ち上げられた。10日後の4月9日にはミールのコアモジュールの後部ドッキングポートにソフトドッキングを成功させたが、ハードドッキング（構造結合）はできず、少し緩んだ状態のままとなった。このため、滞在クルーが4月11日に緊急の船外活動を行って点検を行った。この結果、プログレス28が離脱時に残してしまったと思われる異物（ゴミ袋と考えられる）を挟み込んでいた事を発見し取り除いた。これによりミールと正常な構造結合を行う事ができた。FSMは4月12日にクバント1後方のドッキングポートから切り離されて投棄された。

## 運用

運用末期のミール。左上の青紫色の部分がクバント1モジュールで、太陽電池パネルなどが追加されている。

宇宙ステーションに組み込まれたクバント1には、その後さまざまな構造物が取り付けられた。
- 1991年1月：太陽電池パネルの保持構造の取り付け
- 1991年7月：「ソフォラ」桁構造の取り付け
- 1992年9月：ソフォラへの姿勢制御装置の取り付け
- 1993年9月：「ラパナ」桁構造の取り付け
- 1995年5月：クリスタルモジュールから太陽電池パネルを移設
- 1996年5月：太陽電池パネルの取り付け
- 1997年11月：クリスタルから移設した太陽電池パネルを新品に交換
- 1998年4月：姿勢制御装置を新品に交換

最初は目立った外部構造を持たなかったクバント1モジュールだったが、最終的には太陽電池パネルと桁構造を2つずつ持つモジュールとなった。
2001年3月23日、クバント1は他の全てのミールのモジュールと共に大気圏に突入した。
苫小牧市科学センターのミール展示館にコアモジュールとクバント1の予備機が展示されている。中に入ることができるのはコアモジュールだけだが、クバント1の方は中を覗けるように窓が開けられている。